# نعمت (جنگجو)
مفتی نعمت (Mufti Nemat) که به نام مفتی نعمت‌الله قویم (Mufti Nematullah Qaweem)‏ یا ملا نعمت مفتی (Mullah Nemat Mufti)‏ نیز شهرت دارد، یک جنگجوی افغان و عالم سلفی است. وی به عنوان فرمانده نظامی برای گروه طالبان و پس از آن برای ولایت خراسان داعش (ISIL-K) در شمال افغانستان به ویژه در ولایت جوزجان خدمت می‌کرد. مفتی نعمت در جریان مدتی که علیه دولت افغانستان شورش می‌کرد، متهم به ارتکاب چندین جرایم جنگی شده‌است.

## زندگی‌نامه

### اوان زندگی و خدمت با طالبان

نعمت در ابتدا یک فرمانده میدانی برای طالبان بود (که پرچمشان در تصویر آمده‌است)، اما از این جنبش در ۲۰۱۴ میلادی اخراج شد.

نعمت که از قوم اوزبیک است در اوایل در زادگاه معاون اول رئیس‌جمهور افغانستان، عبدالرشید دوستم در ولایت جوزجان به تدریس علوم دینی می‌پرداخت و مفتی بود. بعدها نعمت سلفی شد و به گروه طالبان پیوست، برای خود یک ارتش کوچک ساخت تا در ولسوالی قوش‌تپه به جنگ بپردازد. وی در نهایت به ریاست کمیته نظامی طالبان در ولسوالی درزآب و قوش‌تپه رسید و یکی از فرماندهان نظامی مهم شورشی‌ها پنداشته می‌شد. این احتمال وجود دارد که نعمت در «عملیات بدر» که یک حمله بزرگ طالبان در مناطق شمالی افغانستان در ۲۰۱۱ محسوب می‌گردید، اشتراک نموده باشد. طبق گفته آژانس خبری پژواک، وی در مقطعی به عنوان والی نام‌نهاد طالبان در ولایت جوزجان خدمت کرد و لقب افتخاری «مولوی» به وی داده شد. علی‌رغم این موارد، نعمت به‌طور فزاینده از جانب آمران خود به دلیل بی‌نظمی‌ها، از جمله سوءاستفاده از صلاحیت، آزار و شکنجه مردم محلی برای اخذ مالیات و فساد مورد انتقاد قرار می‌گرفت. زمانی‌که نعمت در سال ۲۰۱۳ میلادی به کشور پاکستان رفت، به خاطر همین مسائل دست‌گیر شد و از جنبش شورشی‌ها در ۲۰۱۴ اخراج گردید.
نعمت در واکنش به این دست‌گیری، با معاون رئیس‌جمهور، دوستم در دسمبر ۲۰۱۴ وارد معامله شد و به‌طور رسمی با ۲۲۰ تن از سربازان خود در فبروری ۲۰۱۵ به دولت افغانستان تسلیم شد. برای او وعده داده شد تا برای مدت شش ماه به وی و جنگ جویانش معاش داده می‌شود و هم‌چنین برای یافتن وظایف ملکی با آن‌ها همکاری صورت می‌گیرد. نعمت برای دو سال در شبرغان ماند، به این امید که در جایی به عنوان فرمانده شبه‌نظامیان دولتی تعیین گردد. وی در این زمان یک مدرسه دینی سلفی تحت عنوان احیای سنت تأسیس کرد و صنف‌های برای مردان و زنان تدویر نمود. نظریه‌های سلفی وی باعث شد تا مدرسه‌های محلی که حنفی مذهب بودند شدیداً مخالفت نشان دهند و در نتیجه چندین مناظره علنی میان نعمت و تعدادی از مخالفین وی صورت گرفت. در نهایت مقامات دولتی در نوامبر ۲۰۱۶ مدرسه وی را بستند و او را از تدریس تعلیمات دینی در ولایت جوزجان منع کردند. نعمت براین باور شد که نه دوستم و نه بقیه حکومت به توافق خود وفادار نیستند و این امر وی را واداشت تا فعالیت شورشی خود را از سر گیرد. او به نیروهای قاری حکمت که رهبر منطقهٔ دولت اسلامی-ولایت خراسان بود، پیوست. هرچند نعمت بعدتر استدلال نمود که پیوستن وی به دولت اسلامی-ولایت خراسان ریشه در اعتقادهای ایدئولوژیک وی دارد، اما یک پژوهش‌گر از شبکه تحلیل‌گران افغان گفت که احتمالاً انگیزه وی بیشتر از «فرصت طلبی برای حفظ قدرت» نشأت می‌گیرد.

### فرمانده داعش-K
نعمت که ۸۰ جنگ‌جو را فرمان‌دهی می‌کرد، به فرماندهی نیروهای دولت اسلامی-ولایت خراسان در ناحیه سر دره ولسوالی درزآب رسید و هم‌چنین توسط قاری حکمت به عنوان مسئول محکمه نظامی دولت-اسلامی ولایت خراسان در آن منطقه گماشته شد. دولت اسلامی-ولایت خراسان طی سال ۲۰۱۷ به‌طور فزاینده در مناطق شمالی افغانستان رشد کرد و تقریباً کل ولسوالی درزآب را از نیروهای طالبان گرفت، شامل ملیشه‌های دوستم در ماه اپریل همان سال. در این زمان، مقامات دولتی افغانستان نعمت را یکی از مهم‌ترین فرماندهان دولت اسلامی (داعش) قلم‌داد نموده و بیان نمودند که، «وی بخوبی با ولسوالی درزآب و منطقه آشنایی دارد و او یک فرد خطرناک است». در نتیجه درزآب به دژ مستحکم این گروه مبدل شد و آن‌ها چندین مرتبه تلاش نمودند تا ساحه خود را گسترش دهند. قاری حکمت در آوریل ۲۰۱۸ طی یک حمله هوایی ایالات متحده کشته شد و پس از آن سایر فرماندهان مناطق شمالی دولت اسلامی-ولایت خراسان مولوی حبیب الرحمن که شوهر همشیره نعمت بود را به عنوان رهبر جدید خود انتخاب نمودند. یکی از پژوهش‌گران حدس می‌زد که ممکن است نعمت نقش مهمی در انتخاب جانشینی داشته باشد؛ به هر حال، وی بعد از گمارش مولوی حبیب الرحمن دومین فرد دولت اسلامی-ولایت خراسان در ولایت جوزجان شد. نعمت هنگامی‌که در دولت اسلامی (داعش) ولایت خراسان خدمت می‌کرد مرتکب جنایات فراوانی شد.

#### تسلیم شدن
دولت اسلامی-ولایت خراسان علی‌رغم موفقیت‌های نظامی خود در ۲۰۱۷ میلادی هنوز هم در شمال افغانستان از جانب طالبان در تهدید قرار داشتند، چون گروه طالبان به‌طور مکرر تلاش نمودند تا نظامی‌های دولت اسلامی (داعش) را از درزآب بیرون کنند. تهاجم بزرگی که از سوی گروه طالبان در ۲۰۱۸ صورت گرفت در نهایت دفاع دولت اسلامی-ولایت خراسان را در هم کوبید و شاخه شمالی این گروه را به لبه انهدام نزدیک کرد. طالبان درخواست آتش‌بس را رد کردند و تقاضا نمودند تا نعمت هم‌راه با مولوی حبیب الرحمن و صبغت الله که مسئول مالی داعش-خراسان در آن محل بود به آن‌ها تحویل داده شود. شاخه شمالی دولت اسلامی-ولایت خراسان در این مقطع زمانی از هم پاشید، تعداد قابل توجه جنگ جویان آن‌ها به گروه طالبان تسلیم شدند، اما سه فرمانده هم‌راه با افراد وفادار خود تصمیم گرفتند تا با دولت افغانستان تماس بگیرند و تسلیمی خود را در بدل محافظت از آن‌ها در مقابل گروه طالبان پیشکش نمایند. نعمت و جنگ جویان وی هم‌راه با خانواده‌های خود در نتیجه از طرف شب و تحت محافظت نیروهای ویژه و قوای هوایی افغان به خطوطی تحت تسلط دولت فرار کردند.
جنگ جویان دولت اسلامی-ولایت خراسان پس از تسلیمی به دولت علی‌رغم اعترضات غیرنظامیان و سربازان محلی به شهر شبرغان انتقال داده شد و با آن‌ها برخورد خوب صورت گرفت. پس از آن، نعمت چندین بار با رسانه‌ها مصاحبه نموده و اظهار داشت که «اخبار جعلی» مسئول شهرت بد دولت اسلامی (داعش) بود. وی ادعا نمود که تنها علتی که او و همراهانش شورش نمودند این بود که آن‌ها با خصومت «کل دنیا» روبرو شدند و این‌که آن‌ها می‌خواستند تا مردم ایدئولوژی دولت اسلامی-ولایت خراسان را «با قلب نه، با زور» بپذیرند. نعمت در رابطه به آینده خود گفت، «حکومت افغانستان باید زندگی من را نجات دهد و امنیت من را تأمین کند» آن‌گونه که قبل از تسلیمی تعهد شده‌است و این‌که وی هیچ جرمی انجام نداده‌است. با وجود این ادعاها، چندین زن قبلاً وی را به ربودن و تجاوز جنسی متهم کرده بود. این اتهام‌ها قابل تأمل بود، چون این «نخستین بار بود که زنان افغان جنگ‌جوهای دولت اسلامی (داعش) را به تجاوز جنسی متهم می‌کردند». معمولاً قربانی‌های تجاوز جنسی در افغانستان داستان‌های خود را شریک نمی‌سازند چون تجاوز جنسی در اجتماع این کشور یک تابو پنداشته می‌شود. سایر افراد ملکی دولت اسلامی (داعش) ولایت خراسان را به اعدام بیشتر از صد فرد ملکی شامل اطفال و اجرای نظام برده‌داری متهم می‌کردند. دولت به علت «اقدام بدون شرح خود مبنی بر پناه‌دادن و محافظت از جنگ‌جوهای دولت اسلامی (داعش) ولایت خراسان» به‌طور گسترده مورد انتقاد قرار گرفت و این انتقادها مقامات دولتی را واداشت تا اعلام نمایند که جنگ‌جوهای دولت اسلامی (داعش) به پنجه قانون سپرده خواهند شد.